# Ivailo Marinov
Ivailo Marinov est un boxeur bulgare né le 13 juillet 1960 à Varna.

## Carrière
Médaillé de bronze aux Jeux de Moscou en 1980, il devient champion olympique aux Jeux de Séoul en 1988 dans la catégorie mi mouches après sa victoire en finale contre l'Américain Michael Carbajal. Sa carrière est également marquée par un titre mondial à Munich en 1982 et quatre titres européens à Tampere en 1981, Varna en 1983, Athènes en 1989 et Göteborg en 1991.

## Parcours auxJeux olympiques
Jeux olympiques d'été de 1980 à Moscou (poids mi-mouches) :
- Bat Gerard Hawkins (Grande-Bretagne) 5-0
- Bat Ahmed Siad (Algérie) 5-0
- Perd contre Hipolito Ramos (Cuba) 1-4

 Jeux olympiques d'été de 1988 à Séoul (poids mi-mouches) :
- Bat Mark Epton (Grande-Bretagne) 5-0
- Bat Henry Martinez (Salvador) 5-0
- Bat Alekandr Mahmutov (URSS) 5-0
- Bat Leopoldo Serantes (Philippines) 5-0
- Bat Michael Carbajal (États-Unis) 5-0